# Липсет, Сеймур Мартин
Се́ймур Ма́ртин Ли́псет (англ. Seymour Martin Lipset; 18 марта 1922, Нью-Йорк — 31 декабря 2006, округ Арлингтон, штат Виргиния) — американский социолог и политолог, один из основоположников теории модернизации. Считается одним из ведущих социологов США второй половины XX века. Получил известность в связи с исследованиями социальных движений, политического радикализма, профсоюзной демократии и социальной мобильности.
Член Национальной академии наук США (1973).

## Биография
Родился в Нью-Йорке, в семье евреев-иммигрантов из России. Окончил Городской колледж Нью-Йорка.
Изначально был последователем левых антисталинистских взглядов. Избирался национальным председателем Социалистической лиги молодёжи. В 1960 году вышел из Социалистической партии и провозгласил себя центристом, последователем Аристотеля, Алексиса де Токвиля, Джорджа Вашингтона и Макса Вебера.
В 1949 году получил докторскую степень по социологии в Колумбийском университете.
Преподавал в Стэнфордском, Гарвардском, Калифорнийском, Колумбийском университетах, а также Торонтском университете.

### Переводы на русский язык

#### Монографии
- Липсет С.М. Политический человек: социальные основания политики / пер. с англ. Е.Г. Генделя, В.П. Гайдамака, А.В. Матешук. — М.: Мысль, 2016. — 612 с. — ISBN 978-5-244-01177-7.

#### Статьи
- Липсет, С. М. Третьего пути не существует (Перспективы левых движений) Архивная копия от 4 февраля 2015 на Wayback Machine // Политические исследования. — 1991. — № 5—6.
- Липсет, С. М. Размышления о капитализме, социализме и демократии // Пределы власти. — 1994. — № 1.
- Липсет, С. М. Роль политической культуры // Пределы власти. — 1994. — № 2—3.
- Липсет, С. М. Размышления о легитимности // Апология. — 2005. — № 5.
- Липсет, С. М. Некоторые социальные предпосылки демократии: Экономическое развитие и политическая легитимность. // Концепция модернизации в зарубежной социально-политической теории 1950—1960 гг.: Сб. переводов / РАН. ИНИОН. Центр социал. науч.-информ. исслед. Отд. социологии и социал. психологии. Отд. политической науки. Сост. и пер. Николаев В. Г.; Отв. ред. Ефременко Д. В., Мелешкина Е. Ю. — М., 2012. — С. 35—86.